# Tour des Alpes 2024
Pour un article plus général, voir Tour des Alpes.
La 47e édition du Tour des Alpes (nom officiel : Tour of the Alps 2024) a lieu du 15 au 19 avril 2024, en Autriche et en Italie, sur cinq étapes et un parcours d'un total de 709,3 km. La course fait partie du calendrier UCI ProSeries 2024 en catégorie 2.Pro. 

## Équipes
18 équipes prennent part à la course : 9 UCI WorldTeams, 7 UCI ProTeams, 1 équipe continentale et 1 équipe nationale. 
| WorldTeams (9)- Bahrain Victorious - Bora-Hansgrohe - Decathlon-AG2R La Mondiale - Team dsm-firmenich PostNL - EF Education-EasyPost - Ineos Grenadiers - Team Jayco AlUla - Lidl-Trek - Movistar Team ProTeams (7)- Equipo Kern Pharma - Euskaltel-Euskadi - Polti Kometa - TDT-Unibet - Corratec-Vini Fantini - Tudor Pro Cycling Team - VF Group-Bardiani CSF-Faizané Équipe continentale- JCL Team Ukyo Équipe nationale- Autriche |
| |

## Étapes
L’épreuve fait la part belle aux grimpeurs puisque les cinq étapes présenteront des profils au relief très accidenté ou montagneux. Le Tour des Alpes 2024 compte cinq étapes réparties en trois premières étapes de moyenne montagne et deux dernières étapes de haute montagne pour une distance totale de 709,3 kilomètres. Bien que montagneux, le tour ne compte aucune arrivée au sommet. La seconde moitié de la 2e étape à partir du col du Brenner ainsi que toute la 3e étape sont parcourues en Autriche.  
| Étape     | Date    | Villes étapes                         | type                      | Distance (km) | Dénivelé (m) | Vainqueur d'étape      | Leader du classement général |
| --------- | ------- | ------------------------------------- | ------------------------- | ------------- | ------------ | ---------------------- | ---------------------------- |
| 1re étape | 15 avr. | Egna – Cortina sulla Strada del Vino  | étape de moyenne montagne | 133,3         | 2 060 m      | Tobias Foss            | Tobias Foss                  |
| 2e étape  | 16 avr. | Salorno sulla Strada del Vino – Stans | étape de moyenne montagne | 189,1         | 2 510 m      | Alessandro De Marchi   | Tobias Foss                  |
| 3e étape  | 17 avr. | Schwaz – Schwaz                       | étape de moyenne montagne | 127           | 2 360 m      | Juan Pedro López       | Juan Pedro López             |
| 4e étape  | 18 avr. | Laives – Borgo Valsugana              | étape de montagne         | 141,3         | 3 830 m      | Simon Carr             | Juan Pedro López             |
| 5e étape  | 19 avr. | Levico Terme – Levico Terme           | étape de montagne         | 118,6         | 2 490 m      | Aurélien Paret-Peintre | Juan Pedro López             |

## Déroulement de la course

### 1reétape
| \| Classement de l'étape \| Classement de l'étape \| Classement de l'étape \| Classement de l'étape \| Classement de l'étape \| \| Coureur \| Coureur \| Pays \| Équipe \| Temps \| \| --------------------- \| ----------------------- \| --------------------- \| -------------------------- \| --------------------- \| \| 1er \| Tobias Foss \| Norvège \| Ineos Grenadiers \| 3 h 17 min 06 s \| \| 2e \| Chris Harper \| Australie \| Team Jayco AlUla \| + 0 s \| \| 3e \| Esteban Chaves \| Colombie \| EF Education-EasyPost \| + 0 s \| \| 4e \| Ben O'Connor \| Australie \| Decathlon-AG2R La Mondiale \| + 0 s \| \| 5e \| Juan Pedro López \| Espagne \| Lidl-Trek \| + 3 s \| \| 6e \| Geraint Thomas \| Royaume-Uni \| Ineos Grenadiers \| + 3 s \| \| 7e \| Antonio Tiberi \| Italie \| Bahrain Victorious \| + 3 s \| \| 8e \| Amanuel Ghebreigzabhier \| Érythrée \| Lidl-Trek \| + 3 s \| \| 9e \| Romain Bardet \| France \| Team dsm-firmenich PostNL \| + 3 s \| \| 10e \| Valentin Paret-Peintre \| France \| Decathlon-AG2R La Mondiale \| + 3 s \| |                         |             |                            |                 |
| |                         |             |                            |                 |
| Source : ProCyclingStats |                         |             |                            |                 |
| Classement de l'étape |                         |             |                            |                 |
| Coureur | Coureur                 | Pays        | Équipe                     | Temps           |
| 1er | Tobias Foss             | Norvège     | Ineos Grenadiers           | 3 h 17 min 06 s |
| 2e | Chris Harper            | Australie   | Team Jayco AlUla           | + 0 s           |
| 3e | Esteban Chaves          | Colombie    | EF Education-EasyPost      | + 0 s           |
| 4e | Ben O'Connor            | Australie   | Decathlon-AG2R La Mondiale | + 0 s           |
| 5e | Juan Pedro López        | Espagne     | Lidl-Trek                  | + 3 s           |
| 6e | Geraint Thomas          | Royaume-Uni | Ineos Grenadiers           | + 3 s           |
| 7e | Antonio Tiberi          | Italie      | Bahrain Victorious         | + 3 s           |
| 8e | Amanuel Ghebreigzabhier | Érythrée    | Lidl-Trek                  | + 3 s           |
| 9e | Romain Bardet           | France      | Team dsm-firmenich PostNL  | + 3 s           |
| 10e | Valentin Paret-Peintre  | France      | Decathlon-AG2R La Mondiale | + 3 s           |

| \| Classement général \| Classement général \| Classement général \| Classement général \| Classement général \| \| Coureur \| Coureur \| Pays \| Équipe \| Temps \| \| ------------------ \| ----------------------- \| ------------------ \| -------------------------- \| ------------------ \| \| 1er \| Tobias Foss \| Norvège \| Ineos Grenadiers \| 3 h 16 min 56 s \| \| 2e \| Chris Harper \| Australie \| Team Jayco AlUla \| + 4 s \| \| 3e \| Esteban Chaves \| Colombie \| EF Education-EasyPost \| + 6 s \| \| 4e \| Ben O'Connor \| Australie \| Decathlon-AG2R La Mondiale \| + 10 s \| \| 5e \| Juan Pedro López \| Espagne \| Lidl-Trek \| + 13 s \| \| 6e \| Geraint Thomas \| Royaume-Uni \| Ineos Grenadiers \| + 13 s \| \| 7e \| Antonio Tiberi \| Italie \| Bahrain Victorious \| + 13 s \| \| 8e \| Amanuel Ghebreigzabhier \| Érythrée \| Lidl-Trek \| + 13 s \| \| 9e \| Romain Bardet \| France \| Team dsm-firmenich PostNL \| + 13 s \| \| 10e \| Valentin Paret-Peintre \| France \| Decathlon-AG2R La Mondiale \| + 13 s \| |                         |             |                            |                 |
| |                         |             |                            |                 |
| Source : ProCyclingStats |                         |             |                            |                 |
| Classement général |                         |             |                            |                 |
| Coureur | Coureur                 | Pays        | Équipe                     | Temps           |
| 1er | Tobias Foss             | Norvège     | Ineos Grenadiers           | 3 h 16 min 56 s |
| 2e | Chris Harper            | Australie   | Team Jayco AlUla           | + 4 s           |
| 3e | Esteban Chaves          | Colombie    | EF Education-EasyPost      | + 6 s           |
| 4e | Ben O'Connor            | Australie   | Decathlon-AG2R La Mondiale | + 10 s          |
| 5e | Juan Pedro López        | Espagne     | Lidl-Trek                  | + 13 s          |
| 6e | Geraint Thomas          | Royaume-Uni | Ineos Grenadiers           | + 13 s          |
| 7e | Antonio Tiberi          | Italie      | Bahrain Victorious         | + 13 s          |
| 8e | Amanuel Ghebreigzabhier | Érythrée    | Lidl-Trek                  | + 13 s          |
| 9e | Romain Bardet           | France      | Team dsm-firmenich PostNL  | + 13 s          |
| 10e | Valentin Paret-Peintre  | France      | Decathlon-AG2R La Mondiale | + 13 s          |

### 2eétape
| \| Classement de l'étape \| Classement de l'étape \| Classement de l'étape \| Classement de l'étape \| Classement de l'étape \| \| Coureur \| Coureur \| Pays \| Équipe \| Temps \| \| --------------------- \| --------------------- \| --------------------- \| -------------------------- \| --------------------- \| \| 1er \| Alessandro De Marchi \| Italie \| Team Jayco AlUla \| 4 h 47 min 37 s \| \| 2e \| Patrick Gamper \| Autriche \| Bora-Hansgrohe \| + 1 min 20 s \| \| 3e \| Simon Pellaud \| Suisse \| Tudor Pro Cycling Team \| + 1 min 24 s \| \| 4e \| Gregor Mühlberger \| Autriche \| Movistar Team \| + 1 min 47 s \| \| 5e \| Joan Bou \| Espagne \| Euskaltel-Euskadi \| + 1 min 47 s \| \| 6e \| Fabio Felline \| Italie \| Lidl-Trek \| + 1 min 47 s \| \| 7e \| Antonio Tiberi \| Italie \| Bahrain Victorious \| + 1 min 47 s \| \| 8e \| Wout Poels \| Pays-Bas \| Bahrain Victorious \| + 1 min 47 s \| \| 9e \| Tom Donnenwirth \| France \| Decathlon-AG2R La Mondiale \| + 1 min 47 s \| \| 10e \| Romain Bardet \| France \| Team dsm-firmenich PostNL \| + 1 min 47 s \| |                      |          |                            |                 |
| |                      |          |                            |                 |
| Source : ProCyclingStats |                      |          |                            |                 |
| Classement de l'étape |                      |          |                            |                 |
| Coureur | Coureur              | Pays     | Équipe                     | Temps           |
| 1er | Alessandro De Marchi | Italie   | Team Jayco AlUla           | 4 h 47 min 37 s |
| 2e | Patrick Gamper       | Autriche | Bora-Hansgrohe             | + 1 min 20 s    |
| 3e | Simon Pellaud        | Suisse   | Tudor Pro Cycling Team     | + 1 min 24 s    |
| 4e | Gregor Mühlberger    | Autriche | Movistar Team              | + 1 min 47 s    |
| 5e | Joan Bou             | Espagne  | Euskaltel-Euskadi          | + 1 min 47 s    |
| 6e | Fabio Felline        | Italie   | Lidl-Trek                  | + 1 min 47 s    |
| 7e | Antonio Tiberi       | Italie   | Bahrain Victorious         | + 1 min 47 s    |
| 8e | Wout Poels           | Pays-Bas | Bahrain Victorious         | + 1 min 47 s    |
| 9e | Tom Donnenwirth      | France   | Decathlon-AG2R La Mondiale | + 1 min 47 s    |
| 10e | Romain Bardet        | France   | Team dsm-firmenich PostNL  | + 1 min 47 s    |

| \| Classement général \| Classement général \| Classement général \| Classement général \| Classement général \| \| Coureur \| Coureur \| Pays \| Équipe \| Temps \| \| ------------------ \| ----------------------- \| ------------------ \| -------------------------- \| ------------------ \| \| 1er \| Tobias Foss \| Norvège \| Ineos Grenadiers \| 8 h 06 min 20 s \| \| 2e \| Chris Harper \| Australie \| Team Jayco AlUla \| + 4 s \| \| 3e \| Esteban Chaves \| Colombie \| EF Education-EasyPost \| + 6 s \| \| 4e \| Ben O'Connor \| Australie \| Decathlon-AG2R La Mondiale \| + 10 s \| \| 5e \| Antonio Tiberi \| Italie \| Bahrain Victorious \| + 13 s \| \| 6e \| Wout Poels \| Pays-Bas \| Bahrain Victorious \| + 13 s \| \| 7e \| Romain Bardet \| France \| Team dsm-firmenich PostNL \| + 13 s \| \| 8e \| Geraint Thomas \| Royaume-Uni \| Ineos Grenadiers \| + 13 s \| \| 9e \| Amanuel Ghebreigzabhier \| Érythrée \| Lidl-Trek \| + 13 s \| \| 10e \| Valentin Paret-Peintre \| France \| Decathlon-AG2R La Mondiale \| + 13 s \| |                         |             |                            |                 |
| |                         |             |                            |                 |
| Source : ProCyclingStats |                         |             |                            |                 |
| Classement général |                         |             |                            |                 |
| Coureur | Coureur                 | Pays        | Équipe                     | Temps           |
| 1er | Tobias Foss             | Norvège     | Ineos Grenadiers           | 8 h 06 min 20 s |
| 2e | Chris Harper            | Australie   | Team Jayco AlUla           | + 4 s           |
| 3e | Esteban Chaves          | Colombie    | EF Education-EasyPost      | + 6 s           |
| 4e | Ben O'Connor            | Australie   | Decathlon-AG2R La Mondiale | + 10 s          |
| 5e | Antonio Tiberi          | Italie      | Bahrain Victorious         | + 13 s          |
| 6e | Wout Poels              | Pays-Bas    | Bahrain Victorious         | + 13 s          |
| 7e | Romain Bardet           | France      | Team dsm-firmenich PostNL  | + 13 s          |
| 8e | Geraint Thomas          | Royaume-Uni | Ineos Grenadiers           | + 13 s          |
| 9e | Amanuel Ghebreigzabhier | Érythrée    | Lidl-Trek                  | + 13 s          |
| 10e | Valentin Paret-Peintre  | France      | Decathlon-AG2R La Mondiale | + 13 s          |

### 3eétape
| \| Classement de l'étape \| Classement de l'étape \| Classement de l'étape \| Classement de l'étape \| Classement de l'étape \| \| Coureur \| Coureur \| Pays \| Équipe \| Temps \| \| --------------------- \| ---------------------- \| --------------------- \| ----------------------------- \| --------------------- \| \| 1er \| Juan Pedro López \| Espagne \| Lidl-Trek \| 3 h 16 min 11 s \| \| 2e \| Giulio Pellizzari \| Italie \| VF Group-Bardiani CSF-Faizanè \| + 22 s \| \| 3e \| Tobias Foss \| Norvège \| Ineos Grenadiers \| + 38 s \| \| 4e \| Romain Bardet \| France \| Team dsm-firmenich PostNL \| + 38 s \| \| 5e \| Aurélien Paret-Peintre \| France \| Decathlon-AG2R La Mondiale \| + 38 s \| \| 6e \| Antonio Tiberi \| Italie \| Bahrain Victorious \| + 38 s \| \| 7e \| Wout Poels \| Pays-Bas \| Bahrain Victorious \| + 38 s \| \| 8e \| Ben O'Connor \| Australie \| Decathlon-AG2R La Mondiale \| + 38 s \| \| 9e \| Valentin Paret-Peintre \| France \| Decathlon-AG2R La Mondiale \| + 38 s \| \| 10e \| Iván Sosa \| Colombie \| Movistar Team \| + 38 s \| |                        |           |                               |                 |
| |                        |           |                               |                 |
| Source : ProCyclingStats |                        |           |                               |                 |
| Classement de l'étape |                        |           |                               |                 |
| Coureur | Coureur                | Pays      | Équipe                        | Temps           |
| 1er | Juan Pedro López       | Espagne   | Lidl-Trek                     | 3 h 16 min 11 s |
| 2e | Giulio Pellizzari      | Italie    | VF Group-Bardiani CSF-Faizanè | + 22 s          |
| 3e | Tobias Foss            | Norvège   | Ineos Grenadiers              | + 38 s          |
| 4e | Romain Bardet          | France    | Team dsm-firmenich PostNL     | + 38 s          |
| 5e | Aurélien Paret-Peintre | France    | Decathlon-AG2R La Mondiale    | + 38 s          |
| 6e | Antonio Tiberi         | Italie    | Bahrain Victorious            | + 38 s          |
| 7e | Wout Poels             | Pays-Bas  | Bahrain Victorious            | + 38 s          |
| 8e | Ben O'Connor           | Australie | Decathlon-AG2R La Mondiale    | + 38 s          |
| 9e | Valentin Paret-Peintre | France    | Decathlon-AG2R La Mondiale    | + 38 s          |
| 10e | Iván Sosa              | Colombie  | Movistar Team                 | + 38 s          |

| \| Classement général \| Classement général \| Classement général \| Classement général \| Classement général \| \| Coureur \| Coureur \| Pays \| Équipe \| Temps \| \| ------------------ \| ---------------------- \| ------------------ \| ----------------------------- \| ------------------ \| \| 1er \| Juan Pedro López \| Espagne \| Lidl-Trek \| 11 h 22 min 34 s \| \| 2e \| Tobias Foss \| Norvège \| Ineos Grenadiers \| + 31 s \| \| 3e \| Ben O'Connor \| Australie \| Decathlon-AG2R La Mondiale \| + 45 s \| \| 4e \| Antonio Tiberi \| Italie \| Bahrain Victorious \| + 48 s \| \| 5e \| Romain Bardet \| France \| Team dsm-firmenich PostNL \| + 48 s \| \| 6e \| Wout Poels \| Pays-Bas \| Bahrain Victorious \| + 48 s \| \| 7e \| Valentin Paret-Peintre \| France \| Decathlon-AG2R La Mondiale \| + 48 s \| \| 8e \| Giulio Pellizzari \| Italie \| VF Group-Bardiani CSF-Faizanè \| + 57 s \| \| 9e \| Aurélien Paret-Peintre \| France \| Decathlon-AG2R La Mondiale \| + 1 min 19 s \| \| 10e \| Iván Sosa \| Colombie \| Movistar Team \| + 1 min 19 s \| |                        |           |                               |                  |
| |                        |           |                               |                  |
| Source : ProCyclingStats |                        |           |                               |                  |
| Classement général |                        |           |                               |                  |
| Coureur | Coureur                | Pays      | Équipe                        | Temps            |
| 1er | Juan Pedro López       | Espagne   | Lidl-Trek                     | 11 h 22 min 34 s |
| 2e | Tobias Foss            | Norvège   | Ineos Grenadiers              | + 31 s           |
| 3e | Ben O'Connor           | Australie | Decathlon-AG2R La Mondiale    | + 45 s           |
| 4e | Antonio Tiberi         | Italie    | Bahrain Victorious            | + 48 s           |
| 5e | Romain Bardet          | France    | Team dsm-firmenich PostNL     | + 48 s           |
| 6e | Wout Poels             | Pays-Bas  | Bahrain Victorious            | + 48 s           |
| 7e | Valentin Paret-Peintre | France    | Decathlon-AG2R La Mondiale    | + 48 s           |
| 8e | Giulio Pellizzari      | Italie    | VF Group-Bardiani CSF-Faizanè | + 57 s           |
| 9e | Aurélien Paret-Peintre | France    | Decathlon-AG2R La Mondiale    | + 1 min 19 s     |
| 10e | Iván Sosa              | Colombie  | Movistar Team                 | + 1 min 19 s     |

### 4eétape
| \| Classement de l'étape \| Classement de l'étape \| Classement de l'étape \| Classement de l'étape \| Classement de l'étape \| \| Coureur \| Coureur \| Pays \| Équipe \| Temps \| \| --------------------- \| ---------------------- \| --------------------- \| ----------------------------- \| --------------------- \| \| 1er \| Simon Carr \| Royaume-Uni \| EF Education-EasyPost \| 4 h 06 min 27 s \| \| 2e \| Michael Storer \| Australie \| Tudor Pro Cycling Team \| + 1 min 19 s \| \| 3e \| Ben O'Connor \| Australie \| Decathlon-AG2R La Mondiale \| + 1 min 19 s \| \| 4e \| Wout Poels \| Pays-Bas \| Bahrain Victorious \| + 1 min 22 s \| \| 5e \| Valentin Paret-Peintre \| France \| Decathlon-AG2R La Mondiale \| + 1 min 22 s \| \| 6e \| Antonio Tiberi \| Italie \| Bahrain Victorious \| + 1 min 22 s \| \| 7e \| Romain Bardet \| France \| Team dsm-firmenich PostNL \| + 1 min 22 s \| \| 8e \| Juan Pedro López \| Espagne \| Lidl-Trek \| + 1 min 22 s \| \| 9e \| Giulio Pellizzari \| Italie \| VF Group-Bardiani CSF-Faizanè \| + 2 min 19 s \| \| 10e \| Georg Steinhauser \| Allemagne \| EF Education-EasyPost \| + 2 min 19 s \| |                        |             |                               |                 |
| |                        |             |                               |                 |
| Source : ProCyclingStats |                        |             |                               |                 |
| Classement de l'étape |                        |             |                               |                 |
| Coureur | Coureur                | Pays        | Équipe                        | Temps           |
| 1er | Simon Carr             | Royaume-Uni | EF Education-EasyPost         | 4 h 06 min 27 s |
| 2e | Michael Storer         | Australie   | Tudor Pro Cycling Team        | + 1 min 19 s    |
| 3e | Ben O'Connor           | Australie   | Decathlon-AG2R La Mondiale    | + 1 min 19 s    |
| 4e | Wout Poels             | Pays-Bas    | Bahrain Victorious            | + 1 min 22 s    |
| 5e | Valentin Paret-Peintre | France      | Decathlon-AG2R La Mondiale    | + 1 min 22 s    |
| 6e | Antonio Tiberi         | Italie      | Bahrain Victorious            | + 1 min 22 s    |
| 7e | Romain Bardet          | France      | Team dsm-firmenich PostNL     | + 1 min 22 s    |
| 8e | Juan Pedro López       | Espagne     | Lidl-Trek                     | + 1 min 22 s    |
| 9e | Giulio Pellizzari      | Italie      | VF Group-Bardiani CSF-Faizanè | + 2 min 19 s    |
| 10e | Georg Steinhauser      | Allemagne   | EF Education-EasyPost         | + 2 min 19 s    |

| \| Classement général \| Classement général \| Classement général \| Classement général \| Classement général \| \| Coureur \| Coureur \| Pays \| Équipe \| Temps \| \| ------------------ \| ---------------------- \| ------------------ \| ----------------------------- \| ------------------ \| \| 1er \| Juan Pedro López \| Espagne \| Lidl-Trek \| 15 h 30 min 23 s \| \| 2e \| Ben O'Connor \| Australie \| Decathlon-AG2R La Mondiale \| + 38 s \| \| 3e \| Antonio Tiberi \| Italie \| Bahrain Victorious \| + 48 s \| \| 4e \| Wout Poels \| Pays-Bas \| Bahrain Victorious \| + 48 s \| \| 5e \| Romain Bardet \| France \| Team dsm-firmenich PostNL \| + 48 s \| \| 6e \| Valentin Paret-Peintre \| France \| Decathlon-AG2R La Mondiale \| + 48 s \| \| 7e \| Michael Storer \| Australie \| Tudor Pro Cycling Team \| + 1 min 40 s \| \| 8e \| Giulio Pellizzari \| Italie \| VF Group-Bardiani CSF-Faizanè \| + 1 min 54 s \| \| 9e \| Iván Sosa \| Colombie \| Movistar Team \| + 2 min 52 s \| \| 10e \| Davide Piganzoli \| Italie \| Team Polti Kometa \| + 2 min 58 s \| |                        |           |                               |                  |
| |                        |           |                               |                  |
| Source : ProCyclingStats |                        |           |                               |                  |
| Classement général |                        |           |                               |                  |
| Coureur | Coureur                | Pays      | Équipe                        | Temps            |
| 1er | Juan Pedro López       | Espagne   | Lidl-Trek                     | 15 h 30 min 23 s |
| 2e | Ben O'Connor           | Australie | Decathlon-AG2R La Mondiale    | + 38 s           |
| 3e | Antonio Tiberi         | Italie    | Bahrain Victorious            | + 48 s           |
| 4e | Wout Poels             | Pays-Bas  | Bahrain Victorious            | + 48 s           |
| 5e | Romain Bardet          | France    | Team dsm-firmenich PostNL     | + 48 s           |
| 6e | Valentin Paret-Peintre | France    | Decathlon-AG2R La Mondiale    | + 48 s           |
| 7e | Michael Storer         | Australie | Tudor Pro Cycling Team        | + 1 min 40 s     |
| 8e | Giulio Pellizzari      | Italie    | VF Group-Bardiani CSF-Faizanè | + 1 min 54 s     |
| 9e | Iván Sosa              | Colombie  | Movistar Team                 | + 2 min 52 s     |
| 10e | Davide Piganzoli       | Italie    | Team Polti Kometa             | + 2 min 58 s     |

### 5eétape
| \| Classement de l'étape \| Classement de l'étape \| Classement de l'étape \| Classement de l'étape \| Classement de l'étape \| \| Coureur \| Coureur \| Pays \| Équipe \| Temps \| \| --------------------- \| ---------------------------- \| --------------------- \| -------------------------- \| --------------------- \| \| 1er \| Aurélien Paret-Peintre \| France \| Decathlon-AG2R La Mondiale \| 2 h 50 min 20 s \| \| 2e \| Antonio Tiberi \| Italie \| Bahrain Victorious \| + 0 s \| \| 3e \| Valentin Paret-Peintre \| France \| Decathlon-AG2R La Mondiale \| + 0 s \| \| 4e \| Romain Bardet \| France \| Team dsm-firmenich PostNL \| + 0 s \| \| 5e \| Wout Poels \| Pays-Bas \| Bahrain Victorious \| + 0 s \| \| 6e \| Filippo Zana \| Italie \| Team Jayco AlUla \| + 0 s \| \| 7e \| Óscar Rodríguez Garaicoechea \| Espagne \| Ineos Grenadiers \| + 0 s \| \| 8e \| Matteo Fabbro \| Italie \| Team Polti Kometa \| + 0 s \| \| 9e \| Juan Pedro López \| Espagne \| Lidl-Trek \| + 0 s \| \| 10e \| Michael Storer \| Australie \| Tudor Pro Cycling Team \| + 0 s \| |                              |           |                            |                 |
| |                              |           |                            |                 |
| Source : ProCyclingStats |                              |           |                            |                 |
| Classement de l'étape |                              |           |                            |                 |
| Coureur | Coureur                      | Pays      | Équipe                     | Temps           |
| 1er | Aurélien Paret-Peintre       | France    | Decathlon-AG2R La Mondiale | 2 h 50 min 20 s |
| 2e | Antonio Tiberi               | Italie    | Bahrain Victorious         | + 0 s           |
| 3e | Valentin Paret-Peintre       | France    | Decathlon-AG2R La Mondiale | + 0 s           |
| 4e | Romain Bardet                | France    | Team dsm-firmenich PostNL  | + 0 s           |
| 5e | Wout Poels                   | Pays-Bas  | Bahrain Victorious         | + 0 s           |
| 6e | Filippo Zana                 | Italie    | Team Jayco AlUla           | + 0 s           |
| 7e | Óscar Rodríguez Garaicoechea | Espagne   | Ineos Grenadiers           | + 0 s           |
| 8e | Matteo Fabbro                | Italie    | Team Polti Kometa          | + 0 s           |
| 9e | Juan Pedro López             | Espagne   | Lidl-Trek                  | + 0 s           |
| 10e | Michael Storer               | Australie | Tudor Pro Cycling Team     | + 0 s           |

## Classements finals

### Classement général final
| \| Classement général \| Classement général \| Classement général \| Classement général \| Classement général \| \| Coureur \| Coureur \| Pays \| Équipe \| Temps \| \| ------------------ \| ---------------------- \| ------------------ \| ----------------------------- \| ------------------ \| \| 1er \| Juan Pedro López \| Espagne \| Lidl-Trek \| 18 h 20 min 43 s \| \| 2e \| Ben O'Connor \| Australie \| Decathlon-AG2R La Mondiale \| + 38 s \| \| 3e \| Antonio Tiberi \| Italie \| Bahrain Victorious \| + 42 s \| \| 4e \| Valentin Paret-Peintre \| France \| Decathlon-AG2R La Mondiale \| + 44 s \| \| 5e \| Romain Bardet \| France \| Team dsm-firmenich PostNL \| + 48 s \| \| 6e \| Wout Poels \| Pays-Bas \| Bahrain Victorious \| + 48 s \| \| 7e \| Michael Storer \| Australie \| Tudor Pro Cycling Team \| + 1 min 40 s \| \| 8e \| Giulio Pellizzari \| Italie \| VF Group-Bardiani CSF-Faizanè \| + 1 min 54 s \| \| 9e \| Iván Sosa \| Colombie \| Movistar Team \| + 2 min 55 s \| \| 10e \| Davide Piganzoli \| Italie \| Team Polti Kometa \| + 2 min 58 s \| |                        |           |                               |                  |
| |                        |           |                               |                  |
| Source : ProCyclingStats |                        |           |                               |                  |
| Classement général |                        |           |                               |                  |
| Coureur | Coureur                | Pays      | Équipe                        | Temps            |
| 1er | Juan Pedro López       | Espagne   | Lidl-Trek                     | 18 h 20 min 43 s |
| 2e | Ben O'Connor           | Australie | Decathlon-AG2R La Mondiale    | + 38 s           |
| 3e | Antonio Tiberi         | Italie    | Bahrain Victorious            | + 42 s           |
| 4e | Valentin Paret-Peintre | France    | Decathlon-AG2R La Mondiale    | + 44 s           |
| 5e | Romain Bardet          | France    | Team dsm-firmenich PostNL     | + 48 s           |
| 6e | Wout Poels             | Pays-Bas  | Bahrain Victorious            | + 48 s           |
| 7e | Michael Storer         | Australie | Tudor Pro Cycling Team        | + 1 min 40 s     |
| 8e | Giulio Pellizzari      | Italie    | VF Group-Bardiani CSF-Faizanè | + 1 min 54 s     |
| 9e | Iván Sosa              | Colombie  | Movistar Team                 | + 2 min 55 s     |
| 10e | Davide Piganzoli       | Italie    | Team Polti Kometa             | + 2 min 58 s     |

### Classements annexes
| Classement du meilleur jeune | Classement du meilleur jeune | Classement du meilleur jeune | Classement du meilleur jeune  | Classement du meilleur jeune |
| Coureur                      | Coureur                      | Pays                         | Équipe                        | Temps                        |
| ---------------------------- | ---------------------------- | ---------------------------- | ----------------------------- | ---------------------------- |
| 1er                          | Antonio Tiberi               | Italie                       | Bahrain Victorious            | 18 h 21 min 25 s             |
| 2e                           | Valentin Paret-Peintre       | France                       | Decathlon-AG2R La Mondiale    | + 2 s                        |
| 3e                           | Giulio Pellizzari            | Italie                       | VF Group-Bardiani CSF-Faizanè | + 1 min 12 s                 |
| 4e                           | Davide Piganzoli             | Italie                       | Team Polti Kometa             | + 2 min 16 s                 |
| 5e                           | Mathys Rondel                | France                       | Tudor Pro Cycling Team        | + 3 min 35 s                 |
| 6e                           | Jorge Gutiérrez              | Espagne                      | Equipo Kern Pharma            | + 13 min 19 s                |
| 7e                           | Nicolás Alustiza             | Espagne                      | Euskaltel-Euskadi             | + 37 min 47 s                |
| 8e                           | Robbe Dhondt                 | Belgique                     | Team dsm-firmenich PostNL     | + 46 min 11 s                |
| 9e                           | Nils Aebersold               | Suisse                       | Lidl-Trek                     | + 46 min 59 s                |
| 10e                          | Killian Verschuren           | France                       | Decathlon-AG2R La Mondiale    | + 48 min 48 s                |

| Classement du meilleur jeune | Classement du meilleur jeune | Classement du meilleur jeune | Classement du meilleur jeune  | Classement du meilleur jeune |
| Coureur                      | Coureur                      | Pays                         | Équipe                        | Temps                        |
| ---------------------------- | ---------------------------- | ---------------------------- | ----------------------------- | ---------------------------- |
| 1er                          | Antonio Tiberi               | Italie                       | Bahrain Victorious            | 18 h 21 min 25 s             |
| 2e                           | Valentin Paret-Peintre       | France                       | Decathlon-AG2R La Mondiale    | + 2 s                        |
| 3e                           | Giulio Pellizzari            | Italie                       | VF Group-Bardiani CSF-Faizanè | + 1 min 12 s                 |
| 4e                           | Davide Piganzoli             | Italie                       | Team Polti Kometa             | + 2 min 16 s                 |
| 5e                           | Mathys Rondel                | France                       | Tudor Pro Cycling Team        | + 3 min 35 s                 |
| 6e                           | Jorge Gutiérrez              | Espagne                      | Equipo Kern Pharma            | + 13 min 19 s                |
| 7e                           | Nicolás Alustiza             | Espagne                      | Euskaltel-Euskadi             | + 37 min 47 s                |
| 8e                           | Robbe Dhondt                 | Belgique                     | Team dsm-firmenich PostNL     | + 46 min 11 s                |
| 9e                           | Nils Aebersold               | Suisse                       | Lidl-Trek                     | + 46 min 59 s                |
| 10e                          | Killian Verschuren           | France                       | Decathlon-AG2R La Mondiale    | + 48 min 48 s                |

| Classement de la montagne | Classement de la montagne | Classement de la montagne | Classement de la montagne     | Classement de la montagne |
| Coureur                   | Coureur                   | Pays                      | Équipe                        | Points                    |
| ------------------------- | ------------------------- | ------------------------- | ----------------------------- | ------------------------- |
| 1er                       | Simon Carr                | Royaume-Uni               | EF Education-EasyPost         | 24 pts                    |
| 2e                        | Wout Poels                | Pays-Bas                  | Bahrain Victorious            | 20 pts                    |
| 3e                        | Juan Pedro López          | Espagne                   | Lidl-Trek                     | 14 pts                    |
| 4e                        | Hugh Carthy               | Royaume-Uni               | EF Education-EasyPost         | 10 pts                    |
| 5e                        | Giulio Pellizzari         | Italie                    | VF Group-Bardiani CSF-Faizanè | 10 pts                    |
| 6e                        | Mattia Bais               | Italie                    | Team Polti Kometa             | 9 pts                     |
| 7e                        | Geraint Thomas            | Royaume-Uni               | Ineos Grenadiers              | 8 pts                     |
| 8e                        | Sergio Higuita            | Colombie                  | Bora-Hansgrohe                | 8 pts                     |
| 9e                        | Aurélien Paret-Peintre    | France                    | Decathlon-AG2R La Mondiale    | 8 pts                     |
| 10e                       | Luca Covili               | Italie                    | VF Group-Bardiani CSF-Faizanè | 8 pts                     |

| Classement de la montagne | Classement de la montagne | Classement de la montagne | Classement de la montagne     | Classement de la montagne |
| Coureur                   | Coureur                   | Pays                      | Équipe                        | Points                    |
| ------------------------- | ------------------------- | ------------------------- | ----------------------------- | ------------------------- |
| 1er                       | Simon Carr                | Royaume-Uni               | EF Education-EasyPost         | 24 pts                    |
| 2e                        | Wout Poels                | Pays-Bas                  | Bahrain Victorious            | 20 pts                    |
| 3e                        | Juan Pedro López          | Espagne                   | Lidl-Trek                     | 14 pts                    |
| 4e                        | Hugh Carthy               | Royaume-Uni               | EF Education-EasyPost         | 10 pts                    |
| 5e                        | Giulio Pellizzari         | Italie                    | VF Group-Bardiani CSF-Faizanè | 10 pts                    |
| 6e                        | Mattia Bais               | Italie                    | Team Polti Kometa             | 9 pts                     |
| 7e                        | Geraint Thomas            | Royaume-Uni               | Ineos Grenadiers              | 8 pts                     |
| 8e                        | Sergio Higuita            | Colombie                  | Bora-Hansgrohe                | 8 pts                     |
| 9e                        | Aurélien Paret-Peintre    | France                    | Decathlon-AG2R La Mondiale    | 8 pts                     |
| 10e                       | Luca Covili               | Italie                    | VF Group-Bardiani CSF-Faizanè | 8 pts                     |

| Classement par points | Classement par points  | Classement par points | Classement par points      | Classement par points |
| Coureur               | Coureur                | Pays                  | Équipe                     | Points                |
| --------------------- | ---------------------- | --------------------- | -------------------------- | --------------------- |
| 1er                   | Tobias Foss            | Norvège               | Ineos Grenadiers           | 57 pts                |
| 2e                    | Antonio Tiberi         | Italie                | Bahrain Victorious         | 42 pts                |
| 3e                    | Juan Pedro López       | Espagne               | Lidl-Trek                  | 36 pts                |
| 4e                    | Simon Carr             | Royaume-Uni           | EF Education-EasyPost      | 35 pts                |
| 5e                    | Aurélien Paret-Peintre | France                | Decathlon-AG2R La Mondiale | 31 pts                |
| 6e                    | Alessandro De Marchi   | Italie                | Team Jayco AlUla           | 31 pts                |
| 7e                    | Mattia Bais            | Italie                | Team Polti Kometa          | 30 pts                |
| 8e                    | Ben O'Connor           | Australie             | Decathlon-AG2R La Mondiale | 27 pts                |
| 9e                    | Filippo Ganna          | Italie                | Ineos Grenadiers           | 26 pts                |
| 10e                   | Simon Pellaud          | Suisse                | Tudor Pro Cycling Team     | 26 pts                |

| Classement par points | Classement par points  | Classement par points | Classement par points      | Classement par points |
| Coureur               | Coureur                | Pays                  | Équipe                     | Points                |
| --------------------- | ---------------------- | --------------------- | -------------------------- | --------------------- |
| 1er                   | Tobias Foss            | Norvège               | Ineos Grenadiers           | 57 pts                |
| 2e                    | Antonio Tiberi         | Italie                | Bahrain Victorious         | 42 pts                |
| 3e                    | Juan Pedro López       | Espagne               | Lidl-Trek                  | 36 pts                |
| 4e                    | Simon Carr             | Royaume-Uni           | EF Education-EasyPost      | 35 pts                |
| 5e                    | Aurélien Paret-Peintre | France                | Decathlon-AG2R La Mondiale | 31 pts                |
| 6e                    | Alessandro De Marchi   | Italie                | Team Jayco AlUla           | 31 pts                |
| 7e                    | Mattia Bais            | Italie                | Team Polti Kometa          | 30 pts                |
| 8e                    | Ben O'Connor           | Australie             | Decathlon-AG2R La Mondiale | 27 pts                |
| 9e                    | Filippo Ganna          | Italie                | Ineos Grenadiers           | 26 pts                |
| 10e                   | Simon Pellaud          | Suisse                | Tudor Pro Cycling Team     | 26 pts                |

| Classement par équipes | Classement par équipes     | Classement par équipes | Classement par équipes |
| Équipe                 | Équipe                     | Pays                   | Temps                  |
| ---------------------- | -------------------------- | ---------------------- | ---------------------- |
| 1re                    | Bahrain Victorious         | Bahreïn                | 55 h 13 min 25 s       |
| 2e                     | Decathlon-AG2R La Mondiale | France                 | + 5 min 55 s           |
| 3e                     | Movistar Team              | Espagne                | + 21 min 37 s          |
| 4e                     | Ineos Grenadiers           | Royaume-Uni            | + 26 min 21 s          |
| 5e                     | Lidl-Trek                  | États-Unis             | + 26 min 51 s          |
| 6e                     | Tudor Pro Cycling Team     | Suisse                 | + 28 min 45 s          |
| 7e                     | Euskaltel-Euskadi          | Espagne                | + 33 min 50 s          |
| 8e                     | Team dsm-firmenich PostNL  | Pays-Bas               | + 34 min 45 s          |
| 9e                     | EF Education-EasyPost      | États-Unis             | + 34 min 49 s          |
| 10e                    | Equipo Kern Pharma         | Espagne                | + 37 min 45 s          |

| Classement par équipes | Classement par équipes     | Classement par équipes | Classement par équipes |
| Équipe                 | Équipe                     | Pays                   | Temps                  |
| ---------------------- | -------------------------- | ---------------------- | ---------------------- |
| 1re                    | Bahrain Victorious         | Bahreïn                | 55 h 13 min 25 s       |
| 2e                     | Decathlon-AG2R La Mondiale | France                 | + 5 min 55 s           |
| 3e                     | Movistar Team              | Espagne                | + 21 min 37 s          |
| 4e                     | Ineos Grenadiers           | Royaume-Uni            | + 26 min 21 s          |
| 5e                     | Lidl-Trek                  | États-Unis             | + 26 min 51 s          |
| 6e                     | Tudor Pro Cycling Team     | Suisse                 | + 28 min 45 s          |
| 7e                     | Euskaltel-Euskadi          | Espagne                | + 33 min 50 s          |
| 8e                     | Team dsm-firmenich PostNL  | Pays-Bas               | + 34 min 45 s          |
| 9e                     | EF Education-EasyPost      | États-Unis             | + 34 min 49 s          |
| 10e                    | Equipo Kern Pharma         | Espagne                | + 37 min 45 s          |

### Classement UCI
La course attribue des points aux coureurs pour le Classement mondial UCI 2024 selon le barème suivant :
| Position           | 1er | 2e  | 3e  | 4e  | 5e | 6e | 7e | 8e | 9e | 10e | 11e | 12e | 13e | 14e | 15e | 16e à 30e | 31e à 40e |
| Classement général | 200 | 150 | 125 | 100 | 85 | 70 | 60 | 50 | 40 | 35  | 30  | 25  | 20  | 15  | 10  | 5         | 3         |
| Par étape          | 20  | 10  | 5   |     |    |    |    |    |    |     |     |     |     |     |     |           |           |
| Leader, par étape  | 5   |     |     |     |    |    |    |    |    |     |     |     |     |     |     |           |           |

## Évolution des classements
| Étape              | Vainqueur              | Classement général | Classement de la montagne | Classement des sprints | Classement du meilleur jeune | Classement par équipes     |
| ------------------ | ---------------------- | ------------------ | ------------------------- | ---------------------- | ---------------------------- | -------------------------- |
| 1                  | Tobias Foss            | Tobias Foss        | Mattia Bais               | Tobias Foss            | Antonio Tiberi               | Ineos Grenadiers           |
| 2                  | Alessandro De Marchi   | Tobias Foss        | Mattia Bais               | Alessandro De Marchi   | Antonio Tiberi               | Jayco AlUla                |
| 3                  | Juan Pedro López       | Juan Pedro López   | Mattia Bais               | Tobias Foss            | Antonio Tiberi               | Decathlon AG2R La Mondiale |
| 4                  | Simon Carr             | Juan Pedro López   | Simon Carr                | Tobias Foss            | Antonio Tiberi               | Bahrain Victorious         |
| 5                  | Aurélien Paret-Peintre | Juan Pedro López   | Simon Carr                | Tobias Foss            | Antonio Tiberi               | Bahrain Victorious         |
| Classements finals | Classements finals     | Juan Pedro López   | Simon Carr                | Tobias Foss            | Antonio Tiberi               | Bahrain Victorious         |

## Liste des participants
| Ineos Grenadiers IGD | Ineos Grenadiers IGD               | Ineos Grenadiers IGD |
| -------------------- | ---------------------------------- | -------------------- |
| Num                  | Coureur                            | Pos                  |
| 1                    | Geraint Thomas (GBR)               | 13e                  |
| 2                    | Andrew August (USA)                | 75e                  |
| 3                    | Tobias Foss (NOR)                  | 31e                  |
| 4                    | Filippo Ganna (ITA)                | 42e                  |
| 5                    | Salvatore Puccio (ITA)             | 78e                  |
| 6                    | Óscar Rodríguez Garaicoechea (ESP) | 27e                  |
| 7                    | Ben Swift (GBR)                    | 68e                  |

| Bora-Hansgrohe BOH | Bora-Hansgrohe BOH     | Bora-Hansgrohe BOH |
| ------------------ | ---------------------- | ------------------ |
| Num                | Coureur                | Pos                |
| 11                 | Emil Herzog (GER)      | AB-1               |
| 12                 | Anton Palzer (GER)     | 23e                |
| 13                 | Cesare Benedetti (POL) | 71e                |
| 14                 | Jonas Koch (GER)       | 43e                |
| 15                 | Patrick Gamper (AUT)   | 63e                |
| 16                 | Sergio Higuita (COL)   | 18e                |

| Bahrain Victorious TBV | Bahrain Victorious TBV    | Bahrain Victorious TBV |
| ---------------------- | ------------------------- | ---------------------- |
| Num                    | Coureur                   | Pos                    |
| 21                     | Antonio Tiberi (ITA)      | 3e                     |
| 22                     | Alberto Bruttomesso (ITA) | 90e                    |
| 23                     | Finlay Pickering (GBR)    | AB-1                   |
| 24                     | Wout Poels (NED)          | 6e                     |
| 25                     | Torstein Træen (NOR)      | 14e                    |
| 26                     | Sergio Tu (TPE)           | AB-3                   |

| Decathlon-AG2R La Mondiale DAT | Decathlon-AG2R La Mondiale DAT | Decathlon-AG2R La Mondiale DAT |
| ------------------------------ | ------------------------------ | ------------------------------ |
| Num                            | Coureur                        | Pos                            |
| 31                             | Ben O'Connor (AUS)             | 2e                             |
| 32                             | Valentin Paret-Peintre (FRA)   | 4e                             |
| 33                             | Aurélien Paret-Peintre (FRA)   | 22e                            |
| 34                             | Bastien Tronchon (FRA)         | 62e                            |
| 35                             | Lawrence Warbasse (USA)        | 48e                            |
| 36                             | Tom Donnenwirth (FRA)          | AB-3                           |
| 37                             | Killian Verschuren (FRA)       | 55e                            |

| EF Education-EasyPost EFE | EF Education-EasyPost EFE | EF Education-EasyPost EFE |
| ------------------------- | ------------------------- | ------------------------- |
| Num                       | Coureur                   | Pos                       |
| 41                        | Markel Beloki (ESP)       | 80e                       |
| 42                        | Simon Carr (GBR)          | 49e                       |
| 43                        | Hugh Carthy (GBR)         | 28e                       |
| 44                        | Alexander Cepeda (ECU)    | 44e                       |
| 45                        | Esteban Chaves (COL)      | 16e                       |
| 46                        | Georg Steinhauser (GER)   | AB-5                      |
| 47                        | Jardi van der Lee (NED)   | 88e                       |

| Lidl-Trek LTK | Lidl-Trek LTK                 | Lidl-Trek LTK |
| ------------- | ----------------------------- | ------------- |
| Num           | Coureur                       | Pos           |
| 51            | Nils Aebersold (SUI)          | 53e           |
| 52            | Dario Cataldo (ITA)           | AB-5          |
| 53            | Fabio Felline (ITA)           | 59e           |
| 54            | Amanuel Ghebreigzabhier (ERI) | 37e           |
| 55            | Juan Pedro López (ESP)        | 1er           |
| 56            | Liam O'Brien (IRL)            | 61e           |
| 57            | Carlos Verona (ESP)           | 17e           |

| Movistar Team MOV | Movistar Team MOV               | Movistar Team MOV |
| ----------------- | ------------------------------- | ----------------- |
| Num               | Coureur                         | Pos               |
| 61                | William Barta (USA)             | 19e               |
| 62                | Gregor Mühlberger (AUT) (route) | 33e               |
| 63                | Antonio Pedrero (ESP)           | AB-1              |
| 65                | Sergio Samitier (ESP)           | AB-3              |
| 66                | Mathias Norsgaard (DEN)         | 87e               |
| 67                | Iván Sosa (COL)                 | 9e                |

| Team Jayco AlUla JAY | Team Jayco AlUla JAY       | Team Jayco AlUla JAY |
| -------------------- | -------------------------- | -------------------- |
| Num                  | Coureur                    | Pos                  |
| 71                   | Hagos Welay Berhe (ETH)    | AB-4                 |
| 72                   | Alessandro De Marchi (ITA) | 52e                  |
| 73                   | Lucas Hamilton (AUS)       | AB-5                 |
| 74                   | Chris Harper (AUS)         | AB-4                 |
| 75                   | Rudy Porter (AUS)          | AB-4                 |
| 76                   | Callum Scotson (AUS)       | AB-3                 |
| 77                   | Filippo Zana (ITA)         | 15e                  |

| Team dsm-firmenich PostNL DFP | Team dsm-firmenich PostNL DFP | Team dsm-firmenich PostNL DFP |
| ----------------------------- | ----------------------------- | ----------------------------- |
| Num                           | Coureur                       | Pos                           |
| 81                            | Romain Bardet (FRA)           | 5e                            |
| 82                            | Romain Combaud (FRA)          | 67e                           |
| 83                            | Chris Hamilton (AUS)          | 34e                           |
| 84                            | Gijs Leemreize (NED)          | 30e                           |
| 85                            | Robbe Dhondt (BEL)            | 51e                           |
| 86                            | Oliver Peace (GBR)            | 86e                           |

| Team Corratec-Vini Fantini COR | Team Corratec-Vini Fantini COR | Team Corratec-Vini Fantini COR |
| ------------------------------ | ------------------------------ | ------------------------------ |
| Num                            | Coureur                        | Pos                            |
| 91                             | Matteo Amella (ITA)            | 83e                            |
| 92                             | Antoine Debons (SUI)           | AB-4                           |
| 93                             | Davide Baldaccini (ITA)        | 81e                            |
| 94                             | Marco Murgano (ITA)            | 74e                            |
| 95                             | Alessandro Monaco (ITA)        | 46e                            |
| 96                             | Roberto González (PAN)         | 58e                            |
| 97                             | Kyrylo Tsarenko (UKR)          | 72e                            |

| Equipo Kern Pharma EKP | Equipo Kern Pharma EKP     | Equipo Kern Pharma EKP |
| ---------------------- | -------------------------- | ---------------------- |
| Num                    | Coureur                    | Pos                    |
| 101                    | Urko Berrade (ESP)         | 32e                    |
| 102                    | José Félix Parra (ESP)     | 24e                    |
| 103                    | Jon Agirre (ESP)           | 35e                    |
| 104                    | Jorge Gutiérrez (ESP)      | 20e                    |
| 105                    | Carlos García Pierna (ESP) | 82e                    |
| 106                    | Eugenio Sánchez (ESP)      | AB-4                   |
| 107                    | Martí Márquez (ESP)        | AB-5                   |

| Euskaltel-Euskadi EUS | Euskaltel-Euskadi EUS  | Euskaltel-Euskadi EUS |
| --------------------- | ---------------------- | --------------------- |
| Num                   | Coureur                | Pos                   |
| 111                   | Mikel Bizkarra (ESP)   | 25e                   |
| 112                   | Joan Bou (ESP)         | 21e                   |
| 113                   | Mikel Iturria (ESP)    | 40e                   |
| 114                   | Luis Ángel Maté (ESP)  | 29e                   |
| 115                   | Unai Cuadrado (ESP)    | 56e                   |
| 116                   | Nicolás Alustiza (ESP) | 41e                   |
| 117                   | Asier Etxeberria (ESP) | 66e                   |

| TDT-Unibet TDT | TDT-Unibet TDT              | TDT-Unibet TDT |
| -------------- | --------------------------- | -------------- |
| Num            | Coureur                     | Pos            |
| 121            | Charles Paige (GBR)         | 70e            |
| 122            | Adrien Maire (FRA)          | AB-5           |
| 123            | Baptiste Huyet (FRA)        | AB-5           |
| 124            | Kevin Inkelaar (NED)        | AB-1           |
| 125            | Abram Stockman (BEL)        | 64e            |
| 126            | Nicklas Amdi Pedersen (DEN) | AB-3           |

| Team Polti Kometa PTK | Team Polti Kometa PTK       | Team Polti Kometa PTK |
| --------------------- | --------------------------- | --------------------- |
| Num                   | Coureur                     | Pos                   |
| 131                   | Mattia Bais (ITA)           | 65e                   |
| 132                   | Davide Bais (ITA)           | NP-2                  |
| 133                   | Germán Darío Gómez (COL)    | 85e                   |
| 134                   | Matteo Fabbro (ITA)         | 12e                   |
| 135                   | Andrea Garosio (ITA)        | 76e                   |
| 136                   | Francisco Muñoz Llana (ESP) | 89e                   |
| 137                   | Davide Piganzoli (ITA)      | 10e                   |

| Tudor Pro Cycling Team TUD | Tudor Pro Cycling Team TUD | Tudor Pro Cycling Team TUD |
| -------------------------- | -------------------------- | -------------------------- |
| Num                        | Coureur                    | Pos                        |
| 141                        | Nils Brun (SUI)            | 77e                        |
| 142                        | Simon Pellaud (SUI)        | 60e                        |
| 143                        | Michael Storer (AUS)       | 7e                         |
| 144                        | Florian Stork (GER)        | 47e                        |
| 145                        | Mathys Rondel (FRA)        | 11e                        |
| 146                        | Roland Thalmann (SUI)      | 79e                        |
| 147                        | Hannes Wilksch (GER)       | 73e                        |

| VF Group-Bardiani CSF-Faizanè VBF | VF Group-Bardiani CSF-Faizanè VBF | VF Group-Bardiani CSF-Faizanè VBF |
| --------------------------------- | --------------------------------- | --------------------------------- |
| Num                               | Coureur                           | Pos                               |
| 151                               | Luca Covili (ITA)                 | 26e                               |
| 152                               | Riccardo Lucca (ITA)              | AB-3                              |
| 153                               | Alessio Martinelli (ITA)          | NP-1                              |
| 154                               | Giulio Pellizzari (ITA)           | 8e                                |
| 155                               | Alessandro Pinarello (ITA)        | AB-3                              |
| 156                               | Matteo Scalco (ITA)               | 57e                               |
| 157                               | Alex Tolio (ITA)                  | 45e                               |

| JCLTeam Ukyo JCL | JCLTeam Ukyo JCL              | JCLTeam Ukyo JCL |
| ---------------- | ----------------------------- | ---------------- |
| Num              | Coureur                       | Pos              |
| 161              | Nariyuki Masuda (JPN)         | AB-3             |
| 162              | Giovanni Carboni (ITA)        | 38e              |
| 163              | Manabu Ishibashi (JPN)        | 92e              |
| 164              | Yūma Koishi (JPN)             | AB-4             |
| 165              | Atsushi Oka (JPN)             | AB-3             |
| 166              | Thomas Pesenti (ITA)          | 39e              |
| 167              | Masaki Yamamoto (JPN) (route) | AB-5             |

| Autriche AUT | Autriche AUT          | Autriche AUT |
| ------------ | --------------------- | ------------ |
| Num          | Coureur               | Pos          |
| 171          | Hermann Pernsteiner   | 36e          |
| 172          | Martin Messner        | 50e          |
| 173          | Marco Schrettl        | 69e          |
| 174          | Sebastian Schönberger | 54e          |
| 175          | Lukas Pöstlberger     | 91e          |
| 176          | Sebastian Putz        | AB-3         |
| 177          | Benjamin Eckerstorfer | 84e          |

| Ineos Grenadiers IGD | Ineos Grenadiers IGD               | Ineos Grenadiers IGD |
| -------------------- | ---------------------------------- | -------------------- |
| Num                  | Coureur                            | Pos                  |
| 1                    | Geraint Thomas (GBR)               | 13e                  |
| 2                    | Andrew August (USA)                | 75e                  |
| 3                    | Tobias Foss (NOR)                  | 31e                  |
| 4                    | Filippo Ganna (ITA)                | 42e                  |
| 5                    | Salvatore Puccio (ITA)             | 78e                  |
| 6                    | Óscar Rodríguez Garaicoechea (ESP) | 27e                  |
| 7                    | Ben Swift (GBR)                    | 68e                  |

| Bora-Hansgrohe BOH | Bora-Hansgrohe BOH     | Bora-Hansgrohe BOH |
| ------------------ | ---------------------- | ------------------ |
| Num                | Coureur                | Pos                |
| 11                 | Emil Herzog (GER)      | AB-1               |
| 12                 | Anton Palzer (GER)     | 23e                |
| 13                 | Cesare Benedetti (POL) | 71e                |
| 14                 | Jonas Koch (GER)       | 43e                |
| 15                 | Patrick Gamper (AUT)   | 63e                |
| 16                 | Sergio Higuita (COL)   | 18e                |

| Bahrain Victorious TBV | Bahrain Victorious TBV    | Bahrain Victorious TBV |
| ---------------------- | ------------------------- | ---------------------- |
| Num                    | Coureur                   | Pos                    |
| 21                     | Antonio Tiberi (ITA)      | 3e                     |
| 22                     | Alberto Bruttomesso (ITA) | 90e                    |
| 23                     | Finlay Pickering (GBR)    | AB-1                   |
| 24                     | Wout Poels (NED)          | 6e                     |
| 25                     | Torstein Træen (NOR)      | 14e                    |
| 26                     | Sergio Tu (TPE)           | AB-3                   |

| Decathlon-AG2R La Mondiale DAT | Decathlon-AG2R La Mondiale DAT | Decathlon-AG2R La Mondiale DAT |
| ------------------------------ | ------------------------------ | ------------------------------ |
| Num                            | Coureur                        | Pos                            |
| 31                             | Ben O'Connor (AUS)             | 2e                             |
| 32                             | Valentin Paret-Peintre (FRA)   | 4e                             |
| 33                             | Aurélien Paret-Peintre (FRA)   | 22e                            |
| 34                             | Bastien Tronchon (FRA)         | 62e                            |
| 35                             | Lawrence Warbasse (USA)        | 48e                            |
| 36                             | Tom Donnenwirth (FRA)          | AB-3                           |
| 37                             | Killian Verschuren (FRA)       | 55e                            |

| EF Education-EasyPost EFE | EF Education-EasyPost EFE | EF Education-EasyPost EFE |
| ------------------------- | ------------------------- | ------------------------- |
| Num                       | Coureur                   | Pos                       |
| 41                        | Markel Beloki (ESP)       | 80e                       |
| 42                        | Simon Carr (GBR)          | 49e                       |
| 43                        | Hugh Carthy (GBR)         | 28e                       |
| 44                        | Alexander Cepeda (ECU)    | 44e                       |
| 45                        | Esteban Chaves (COL)      | 16e                       |
| 46                        | Georg Steinhauser (GER)   | AB-5                      |
| 47                        | Jardi van der Lee (NED)   | 88e                       |

| Lidl-Trek LTK | Lidl-Trek LTK                 | Lidl-Trek LTK |
| ------------- | ----------------------------- | ------------- |
| Num           | Coureur                       | Pos           |
| 51            | Nils Aebersold (SUI)          | 53e           |
| 52            | Dario Cataldo (ITA)           | AB-5          |
| 53            | Fabio Felline (ITA)           | 59e           |
| 54            | Amanuel Ghebreigzabhier (ERI) | 37e           |
| 55            | Juan Pedro López (ESP)        | 1er           |
| 56            | Liam O'Brien (IRL)            | 61e           |
| 57            | Carlos Verona (ESP)           | 17e           |

| Movistar Team MOV | Movistar Team MOV               | Movistar Team MOV |
| ----------------- | ------------------------------- | ----------------- |
| Num               | Coureur                         | Pos               |
| 61                | William Barta (USA)             | 19e               |
| 62                | Gregor Mühlberger (AUT) (route) | 33e               |
| 63                | Antonio Pedrero (ESP)           | AB-1              |
| 65                | Sergio Samitier (ESP)           | AB-3              |
| 66                | Mathias Norsgaard (DEN)         | 87e               |
| 67                | Iván Sosa (COL)                 | 9e                |

| Team Jayco AlUla JAY | Team Jayco AlUla JAY       | Team Jayco AlUla JAY |
| -------------------- | -------------------------- | -------------------- |
| Num                  | Coureur                    | Pos                  |
| 71                   | Hagos Welay Berhe (ETH)    | AB-4                 |
| 72                   | Alessandro De Marchi (ITA) | 52e                  |
| 73                   | Lucas Hamilton (AUS)       | AB-5                 |
| 74                   | Chris Harper (AUS)         | AB-4                 |
| 75                   | Rudy Porter (AUS)          | AB-4                 |
| 76                   | Callum Scotson (AUS)       | AB-3                 |
| 77                   | Filippo Zana (ITA)         | 15e                  |

| Team dsm-firmenich PostNL DFP | Team dsm-firmenich PostNL DFP | Team dsm-firmenich PostNL DFP |
| ----------------------------- | ----------------------------- | ----------------------------- |
| Num                           | Coureur                       | Pos                           |
| 81                            | Romain Bardet (FRA)           | 5e                            |
| 82                            | Romain Combaud (FRA)          | 67e                           |
| 83                            | Chris Hamilton (AUS)          | 34e                           |
| 84                            | Gijs Leemreize (NED)          | 30e                           |
| 85                            | Robbe Dhondt (BEL)            | 51e                           |
| 86                            | Oliver Peace (GBR)            | 86e                           |

| Team Corratec-Vini Fantini COR | Team Corratec-Vini Fantini COR | Team Corratec-Vini Fantini COR |
| ------------------------------ | ------------------------------ | ------------------------------ |
| Num                            | Coureur                        | Pos                            |
| 91                             | Matteo Amella (ITA)            | 83e                            |
| 92                             | Antoine Debons (SUI)           | AB-4                           |
| 93                             | Davide Baldaccini (ITA)        | 81e                            |
| 94                             | Marco Murgano (ITA)            | 74e                            |
| 95                             | Alessandro Monaco (ITA)        | 46e                            |
| 96                             | Roberto González (PAN)         | 58e                            |
| 97                             | Kyrylo Tsarenko (UKR)          | 72e                            |

| Equipo Kern Pharma EKP | Equipo Kern Pharma EKP     | Equipo Kern Pharma EKP |
| ---------------------- | -------------------------- | ---------------------- |
| Num                    | Coureur                    | Pos                    |
| 101                    | Urko Berrade (ESP)         | 32e                    |
| 102                    | José Félix Parra (ESP)     | 24e                    |
| 103                    | Jon Agirre (ESP)           | 35e                    |
| 104                    | Jorge Gutiérrez (ESP)      | 20e                    |
| 105                    | Carlos García Pierna (ESP) | 82e                    |
| 106                    | Eugenio Sánchez (ESP)      | AB-4                   |
| 107                    | Martí Márquez (ESP)        | AB-5                   |

| Euskaltel-Euskadi EUS | Euskaltel-Euskadi EUS  | Euskaltel-Euskadi EUS |
| --------------------- | ---------------------- | --------------------- |
| Num                   | Coureur                | Pos                   |
| 111                   | Mikel Bizkarra (ESP)   | 25e                   |
| 112                   | Joan Bou (ESP)         | 21e                   |
| 113                   | Mikel Iturria (ESP)    | 40e                   |
| 114                   | Luis Ángel Maté (ESP)  | 29e                   |
| 115                   | Unai Cuadrado (ESP)    | 56e                   |
| 116                   | Nicolás Alustiza (ESP) | 41e                   |
| 117                   | Asier Etxeberria (ESP) | 66e                   |

| TDT-Unibet TDT | TDT-Unibet TDT              | TDT-Unibet TDT |
| -------------- | --------------------------- | -------------- |
| Num            | Coureur                     | Pos            |
| 121            | Charles Paige (GBR)         | 70e            |
| 122            | Adrien Maire (FRA)          | AB-5           |
| 123            | Baptiste Huyet (FRA)        | AB-5           |
| 124            | Kevin Inkelaar (NED)        | AB-1           |
| 125            | Abram Stockman (BEL)        | 64e            |
| 126            | Nicklas Amdi Pedersen (DEN) | AB-3           |

| Team Polti Kometa PTK | Team Polti Kometa PTK       | Team Polti Kometa PTK |
| --------------------- | --------------------------- | --------------------- |
| Num                   | Coureur                     | Pos                   |
| 131                   | Mattia Bais (ITA)           | 65e                   |
| 132                   | Davide Bais (ITA)           | NP-2                  |
| 133                   | Germán Darío Gómez (COL)    | 85e                   |
| 134                   | Matteo Fabbro (ITA)         | 12e                   |
| 135                   | Andrea Garosio (ITA)        | 76e                   |
| 136                   | Francisco Muñoz Llana (ESP) | 89e                   |
| 137                   | Davide Piganzoli (ITA)      | 10e                   |

| Tudor Pro Cycling Team TUD | Tudor Pro Cycling Team TUD | Tudor Pro Cycling Team TUD |
| -------------------------- | -------------------------- | -------------------------- |
| Num                        | Coureur                    | Pos                        |
| 141                        | Nils Brun (SUI)            | 77e                        |
| 142                        | Simon Pellaud (SUI)        | 60e                        |
| 143                        | Michael Storer (AUS)       | 7e                         |
| 144                        | Florian Stork (GER)        | 47e                        |
| 145                        | Mathys Rondel (FRA)        | 11e                        |
| 146                        | Roland Thalmann (SUI)      | 79e                        |
| 147                        | Hannes Wilksch (GER)       | 73e                        |

| VF Group-Bardiani CSF-Faizanè VBF | VF Group-Bardiani CSF-Faizanè VBF | VF Group-Bardiani CSF-Faizanè VBF |
| --------------------------------- | --------------------------------- | --------------------------------- |
| Num                               | Coureur                           | Pos                               |
| 151                               | Luca Covili (ITA)                 | 26e                               |
| 152                               | Riccardo Lucca (ITA)              | AB-3                              |
| 153                               | Alessio Martinelli (ITA)          | NP-1                              |
| 154                               | Giulio Pellizzari (ITA)           | 8e                                |
| 155                               | Alessandro Pinarello (ITA)        | AB-3                              |
| 156                               | Matteo Scalco (ITA)               | 57e                               |
| 157                               | Alex Tolio (ITA)                  | 45e                               |

| JCLTeam Ukyo JCL | JCLTeam Ukyo JCL              | JCLTeam Ukyo JCL |
| ---------------- | ----------------------------- | ---------------- |
| Num              | Coureur                       | Pos              |
| 161              | Nariyuki Masuda (JPN)         | AB-3             |
| 162              | Giovanni Carboni (ITA)        | 38e              |
| 163              | Manabu Ishibashi (JPN)        | 92e              |
| 164              | Yūma Koishi (JPN)             | AB-4             |
| 165              | Atsushi Oka (JPN)             | AB-3             |
| 166              | Thomas Pesenti (ITA)          | 39e              |
| 167              | Masaki Yamamoto (JPN) (route) | AB-5             |

| Autriche AUT | Autriche AUT          | Autriche AUT |
| ------------ | --------------------- | ------------ |
| Num          | Coureur               | Pos          |
| 171          | Hermann Pernsteiner   | 36e          |
| 172          | Martin Messner        | 50e          |
| 173          | Marco Schrettl        | 69e          |
| 174          | Sebastian Schönberger | 54e          |
| 175          | Lukas Pöstlberger     | 91e          |
| 176          | Sebastian Putz        | AB-3         |
| 177          | Benjamin Eckerstorfer | 84e          |